# Rain (The Beatles)
Rain is een lied geschreven door John Lennon, maar zoals gebruikelijk toegeschreven aan het duo Lennon-McCartney. Rain werd in 1966 door The Beatles uitgebracht als B-kant van de single waar Paperback Writer de A-kant van was.

## Single
Deze single haalde in diverse landen de nummer 1-positie in de hitparade, waaronder Engeland, de Verenigde Staten en Nederland. Net als Paperback Writer werd Rain opgenomen tijdens de sessies voor het album Revolver, maar is niet op deze plaat uitgebracht. Het lied is wel uitgebracht op enkele compilatiealbums, waaronder Hey Jude in 1970 en op cd op Past Masters, Volume Two in 1988.

## Achtergrond
Het nummer dat door John Lennon werd gezongen gaat over mensen die continu over het weer klagen. Het is het eerste nummer waar de muziek achterstevoren afgespeeld werd. Toen John 's nachts thuiskwam, zette hij de geluidsband met de opnames van die dag verkeerd om in de recorder. Op het album Revolver wordt verder driftig geëxperimenteerd met achterstevoren opgenomen gitaar en zangpartijen, bijvoorbeeld op I'm Only Sleeping.

## Videoclip
Van het nummer is een promotiefilm gemaakt. Deze promotiefilm kan beschouwd worden als een van de voorlopers van de videoclip. Paul McCartney is te zien met een wond op zijn lip en een vreemd uitstekende tand. In 1969 worden deze beelden als "bewijsmateriaal" meegenomen in de Paul is dead affaire.

## Andere uitvoeringen
- U2 speelde het bij festivalconcerten wanneer het regende.
- Dan Fogelberg op het einde van zijn versie van Rhythm of the Rain (Ritme van de regen).

Verder is het onder andere uitgevoerd door Kula Shaker en Aloe Blacc.

## Ontvangst
Volgens muziekcriticus en Beatlekenner Ian MacDonald en veel rockdrummers is het drumspel van Ringo Starr bijna net zo goed als op nummer She Said She Said.